# Edmundo Branco
Edmundo Castelo Branco (Rio de Janeiro, 15 marzo 1900 – ...) è stato un canottiere brasiliano.
È stato membro del Brasile di canottaggio che ha partecipato ai Giochi di Parigi 1924, gareggiando nelle gare Due di coppia, assieme al fratello Carlos.
Era inoltre, il cognato dei pallanuotisti olimpici Orlando e Salvador Amêndola.